# Fin.K.L
Fin.K.L (произносится Финкл; кор. 핑클, Пи́нкыль) — южнокорейская гёрл-группа (квартет) сформировання в 1998 году компанией DSP Media. Ли Хёри, Ок Чогён, Ли Чин и Сон Юри. Fin.K.L была одной из самых популярных K-pop групп конца 1990-х - начала 2000-х, наряду с конкурирующей женской группой S.E.S.
Группа выпустила четыре полноформатных альбома: Blue Rain (1998), White (1999), Now (2000) и Eternity (2002). Они выиграли несколько крупных наград, в том числе «Новый артист года» на Golden Disk Awards 1998, главный приз на Seoul Music Awards 1999 и «Лучшая женская группа» на Mnet Music Video Festival 2000.
Fin.K.L перестали действовать после выпуска сингла «Fine Killing Liberty» в 2005 году. Fin.K.L воссоединились на развлекательном шоу в июле 2019 года и 22 сентября выпустили Fin.K.L Best Album, включая новую песню под названием «남아 있는 노래 처럼 (Just Like The Song That Remains)».
Первый альбом группы вышел в 1998 году и, как пишет сайт радиостанции KBS World Radio, был наполнен сокрушительными хитами, как, например, меланхоличная [песня] «Blue Rain», жизнерадостный танцевальный трек «To My Boyfriend» и эмоциональная «Ruby». Эти песни подняли Fin.K.L. на вершину музыкальных чартов и к исключительному звёздному статусу всего через несколько месяцев после выхода их первого альбома. Их популярность никогда не ослабевала, поскольку они продолжили выпускать альбом за альбомом и хит за хитом.“

## Название
Их название расшифровывается как Fin Killing Liberty и озночает, что группа выступила против «угнетения всякой свободы» (fin означает «конец» на испанском и французском языках). Название группы было выбрано звукозаписывающей компанией в результате опроса молодых людей еще до ее основания. Это причина отсутствия четкого смысла в английском названии Fin.K.L, поскольку корейское название было выбрано первым.

## Состав
|                       |                       |               |               |               |                                        |
| Сценический псевдоним | Сценический псевдоним | Настоящее имя | Настоящее имя | Дата рождения | Позиция в группе                       |
| Основной              | Другой                | На русском    | Хангыль       | Дата рождения | Позиция в группе                       |
| Хёри                  | Hyori                 | Ли Хё Ри      | 이효리        | 10.05.1979    | Лидер, ведущая вокалистка, лицо группы |
| Чухён                 | Joohyun               | Ок Чу Хён     | 옥주현        | 20.03.1980    | Главная вокалистка                     |
| Джин                  | Jin                   | Ли Джин       | 이진          | 21.03.1980    | Вокалистка                             |
| Юри                   | Yuri                  | Сон Ю Ри      | 성유리        | 03.03.1981    | Вокалистка, вижуал, макнэ              |

## Дискография

### Студийные альбомы
- Blue Rain (1998)
- White (1999)
- Now (2000)
- Eternity (2002)

### Мини-альбомы
- Forever Fin.K.L  (2005)

## Награды и номинации

### Mnet Asian Music Awards
| Год  | Номинируемая работа                     | Категория                         | Результат |
| ---- | --------------------------------------- | --------------------------------- | --------- |
| 1999 | «Forever Love» (영원한 사랑)            | «Лучшая группа»                   | Номинация |
| 2000 | «Now»                                   | «Лучшая женская группа»           | Победа    |
| 2000 | «Now»                                   | «Лучшее танцевальное выступление» | Номинация |
| 2001 | «You Wouldn't Know» (당신은 모르실거야) | «Лучшая женская группа»           | Номинация |
| 2002 | «Eternity» (영원)                       | «Лучшая женская группа»           | Номинация |
| 2005 | «Fin.K.L» (핑클)                        | «Лучшая женская группа»           | Номинация |